# APÉ Piciliász
Az APÉ Piciliász, vagy röviden APÉP (görögül: Aθλητική Ποδοσφαιρική Ένωση Πιτσιλιάς, magyar átírásban: Athlitikí Podoszferikí Énoszi Piciliász, magyar fordításban: Piciliai Atlétikai Labdarúgó-szövetség,  nyugati sajtóban: APEP FC, APEP Pitsilia) egy ciprusi labdarúgócsapat egy kis falucskából, Piciliából, székhelye azonban Kiperúndában található.

## Játékosok

### A klub korábbi magyar labdarúgói
- Kovács Dániel
- Nagy Gábor
- Seper Ákos
- Szili Attila
- Totka Dániel

## Külső hivatkozások
- Az APÉP hivatalos honlapja (angolul), (görögül)